# Епархия Пунто-Фихо

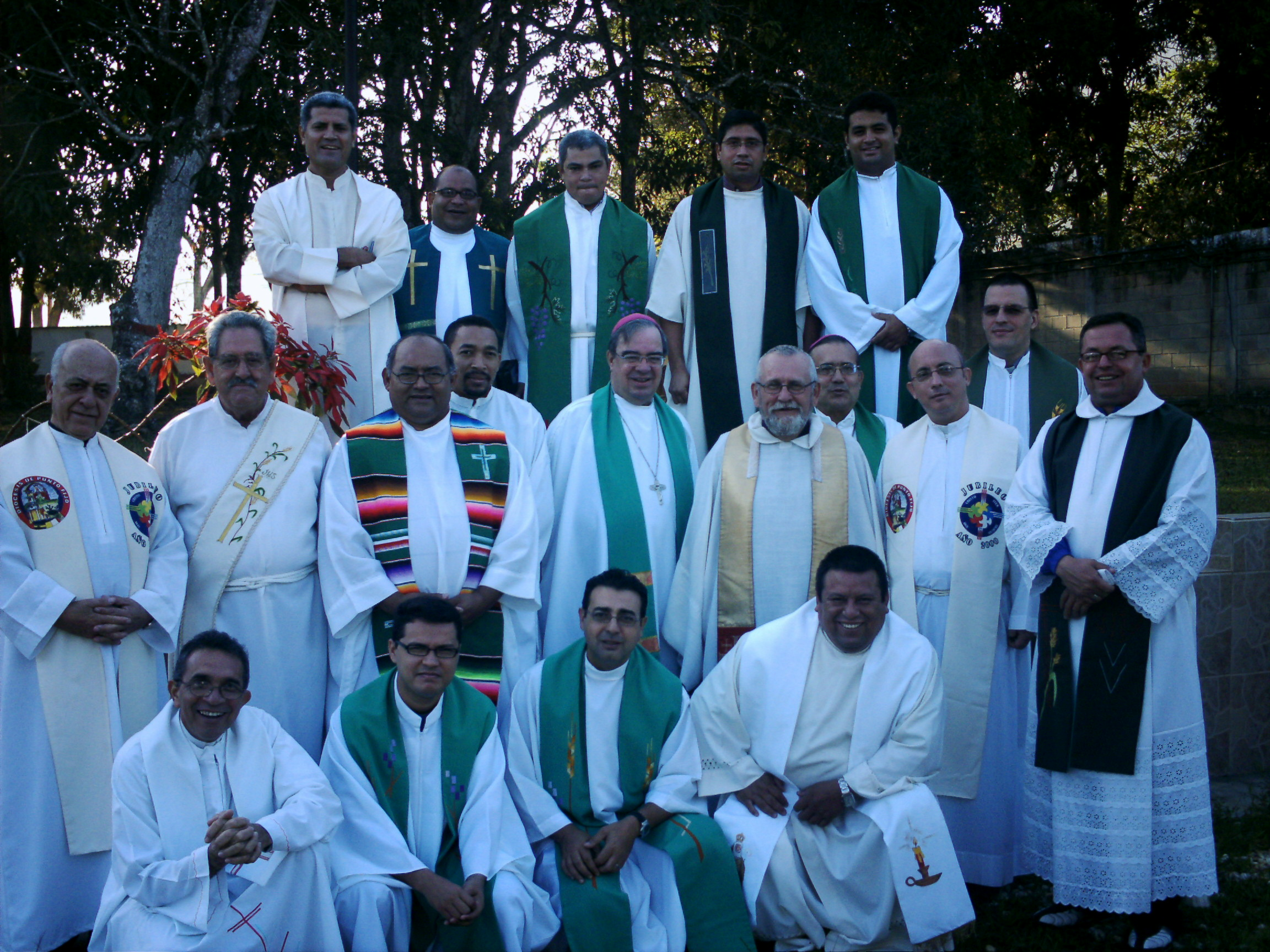
Группа священников и диаконов епархии, в центре — епископ Хуан Мария Леонарди Вилласмил

Епархия Пунто-Фихо (лат. Dioecesis Punctifixensis) — епархия Римско-католической церкви с центром в городе Пунто-Фихо, Венесуэла. Епархия Пунто-Фихо входит в митрополию Коро. Кафедральным собором епархии Пунто-Фихо является церковь Пресвятой Девы Марии из Коромото.

## История
12 июля 1997 года Папа Римский Иоанн Павел II издал буллу «Ad melius prospiciendum», которой учредил епархию Пунто-Фихо, выделив её из епархии Коро (сегодня — архиепархия Коро). Первоначально епархия Пунто-Фихо являлась суффраганной по отношению к архиепархии Маракайбо.
23 ноября 1998 года епархия Пунто-Фихо стала частью церковной провинции Коро.

## Ординарии епархии
- епископ Хуан Мария Леонарди Вилласмил (12.07.1997 — 7.06.2014).